# اتحاد کشورهای جزیره‌ای کوچک
اتحاد کشورهای جزیره‌ای کوچک یا ای‌اواس‌آی‌اس (انگلیسی: Alliance of Small Island States) یا (AOSIS) یک سازمان بین‌دولتی متشکل از کشورهای کم‌ارتفاع ساحلی و جزیره‌ای کوچک است. AOSIS در سال ۱۹۹۰ و قبل از دومین کنفرانس جهانی آب و هوا تأسیس شد. هدف اصلی این اتحاد، تحکیم صدای کشورهای جزیره‌ای کوچک در حال توسعه (SIDS) برای رسیدگی به گرمایش جهانی است.
این کشورهای جزیره‌ای به ویژه در برابر تغییرات آب و هوایی و اثرات مرتبط با آن بر اقیانوس‌ها از جمله افزایش سطح آب دریاها، فرسایش سواحل و نفوذ آب شور آسیب‌پذیر هستند. این اعضا از جمله کشورهایی هستند که کمترین مسئولیت را در برابر تغییرات آب و هوایی دارند و کمتر از ۱٪ در انتشار گازهای گلخانه‌ای در جهان نقش داشته‌اند.این کشورها از سیاست‌ها و مکانیزم‌های بین‌المللی برای رسیدگی به نابرابری تأثیرات آب‌وهوایی حمایت می‌کنند.

## سازمان
ای‌اواس‌آی‌اس بیشتر به عنوان صدای کشورهای در حال توسعهٔ جزیره‌ای کوچک در چارچوب سیستم سازمان ملل متحد عمل می‌کند. این گروه در حال حاضر ۳۹ عضو و ۵ ایالت ناظر دارد. ۳۷ کشور از آن‌ها عضو سازمان ملل هستند.